# Resident Evil (videojoc de 1996)
Resident Evil (conegut al Japó com Biohazard (バイオハザード , Baiohazādo?)) és un videojoc de terror i supervivència desenvolupat inicialment per Capcom el 1996 per a la primera PlayStation, esdevenint el primer joc de la famosa franquícia Resident Evil. La trama del joc ens posa en la pell de Chris Redfield i Jill Valentine, dos membres d'una secció policial especial que han sigut destinats a investigar les zones muntanyenques de la seua localitat a la cerca de la desaparició d'un altre grup equip de la seua mateixa divisió. Aviat esdevenen atrapats en una mansió farcida de trampes i enigmes, infestada del que semblen ser morts vivents i altres criatures.
Concebut inicialment pel productor Tokuro Fujiwara com una nova versió del videojoc de NES Sweet Home (1989), el desenvolupament de Resident Evil fou assignat a Shinji Mikami. Va passar per diverses concepcions, des de mantindre el toc d'RPG del susdit Sweet Home, fins que l'acció poguera ser en primera persona, a on finalment es va optar per un estil tridimensional en vista de tercera persona amb càmera estàtica i escenaris prerenderitzats. La jugabilitat consisteix en gran part en la exploració i la resolució de reptes d'habilitat o intel·lectuals (puzles), així com una moderada gestió dels recursos del personatge, com la munició de les armes, fet que obligava a anar amb cura amb no malbaratar-ne i poder avançar i sobreviure durant la aventura. Aquest primer Resident Evil establia moltes convencions en la jugabilitat i l'estètica que es veurien més tard en la sèrie, creant escola en molts altres tipus de videojocs que varen eixir durant els 90.
Resident Evil va rebre molt bones crítiques i una bona acceptació comercial, rebent elogi pels seus gràfics, jugabilitat, so, i atmosfera de terror i tensió, tot i que va rebre algunes crítiques als països anglosaxons per la dolenta actuació dels actors de veu que tenien els personatges.
Més enllà dels videojocs, Resident Evil va tornar a fer popular en el món de l'entreteniment la idea dels morts vivents o zombis com un monstre que donava por. Bona mostra d'allò seria el nou interès del cinema en les pel·lícules de zombis durant els primers anys del 2000. És considerat un dels millors videojocs de la història, i un dels més influents.
El seu èxit va propiciar tota una franquícia més enllà dels videojocs incloent-hi pel·lícules, còmics, novel·les, i altre marxandatge. El joc va rebre diverses versions per a Sega Saturn, màquines Windows, i DS de Nintendo.
L'any 2002, un remake del mateix nom va ser llançat per a Nintendo GameCube presentant una renovació del mateix concepte amb gràfics, so, i canvis en la jugabilitat i història. Una versió en alta-definició del mateix remake de GameCube fou llançada el 2015 per plataformes modernes. La segona part del primer Resident Evil, Resident Evil 2, seria llançada el 1998, creant-se molt més tard un preqüela el 2002, Resident Evil Zero.